# Augustin Friedrich Walther

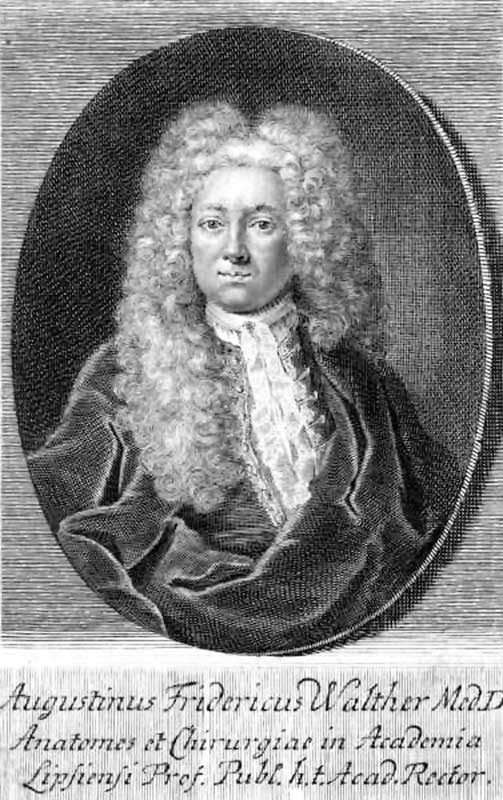
Augustin Friedrich Walther

Augustin Friedrich Walther (* 26. Oktober 1688 in Wittenberg; † 12. Oktober 1746 in Leipzig) war ein deutscher Arzt, Anatom und Botaniker. Sein offizielles botanisches Autorenkürzel lautet „A.Walther“.

## Leben und Wirken
Augustin Friedrich Walther war ein Sohn von Michael Walther des Jüngeren und dessen Frau Anna Coecilia (* 1665; † 2. November 1688), einer Tochter von Johann Deutschmann. Er studierte seit dem 1. Mai 1699 an der Universität Wittenberg und setzte später sein Studium an der Universität Jena fort. Von 1709 bis 1711 bereiste Walther die Niederlande und England. Nach seiner Rückkehr nach Wittenberg erwarb er am 30. April 1712 den Grad eines Magisters und konzentrierte sich fortan auf ein Studium der Medizin. Dazu wechselte Walther an die Universität Leipzig, wo er 1713 zum Doktor der Medizin promoviert wurde.
In Leipzig wurde Walther habilitiert. Er wurde dort 1728 Professor für Anatomie und Chirurgie und 1730 Direktor des Botanischen Gartens Leipzig. 1732 wurde Walther Stadtarzt sowie Professor für Pathologie. Von 1737 an wirkte er bis zu seinem Tod als Professor für Therapie. Zudem übernahm Walther organisatorische Aufgaben an der Universität und verwaltete in den Sommersemestern 1725 sowie 1737 das Rektorat der Leipziger Hochschule.
Walther vererbte Haus, Garten, Herbar und Vermögen an Christian Gottlieb Ludwig. Walther leistete wichtige Beiträge zur Myologie und Angiologie. Auf dem Gebiet der Botanik ist vor allem seine 1735 erschienene Schrift Designatio plantarum quas hortus A.F. Waltheri complectitur von Bedeutung. Er beschrieb darin mehrere tausend Pflanzen, die in seinem privaten Botanischen Garten wuchsen.
Walther publizierte seine Erkenntnisse u. a. in den Acta Eruditorum.

## Ehrentaxon
Carl von Linné benannte ihm zu Ehren die Gattung Waltheria der Pflanzenfamilie der Malvengewächse (Malvaceae).

## Schriften (Auswahl)
- Dissertationem inauguralem de secretione animali. Gerdes, Wittenberg, 1712 (Dissertation unter Johann Gottfried von Berger) (Digitalisat)
- De lingua humana novis inventis octo sublingualibus salivae rivis, nunc ex suis fontibus glandulis sublingualibus eductis irrigua exercitatio. Titius, Leipzig, 1724. (Digitalisat)
- Ad Anatomiam Publicam Cadaveris Feminae Morbo Convulsivo, Prolapsu Uteri, Et Omphalocele, Cum Viveret, Affectae In Theatro Anatomico Lipsiensi invitat. Leipzig, 1727. (Digitalisat)
- De articulis, ligamentis et musculis hominis incessu statuque dirigendis in Theatro Anatomico Lipsiensi observationes fecit, denuo recognovit, et iconibus illustravit. Gleditsch, Leipzig, 1728. (Digitalisat)
- Arteriae coeliacae tabulam in anatomes studio desideratam et reliqua publici juris facit. Titius, Leipzig 1729. (Digitalisat)
- Exercitatione angiologica de vasis vertebralibus observationem novam inter alia tradit. Leipzig 1730. (Digitalisat)
- Observationes anatomicas selectas tres de ductu thoracico bipartito, vena bronchiali sinistra, et inferiore arteria hepatica, superioris meseraicae sobole exhibet, et panegyrin medicam indicit. Leipzig 1731. (Digitalisat)
- Plantarum exoticarum indigenarumque index. Leipzig 1732. (Digitalisat)
- Partus monstrosi historiam et sectionem describit deinde panegyrin medicam indicit. Leipzig 1732. (Digitalisat)
- Paris intercostalis et vagi corporis humani nervorum et ab utroque ejus latere obviorum anatomen exhibet postquam expositionem cl. Winslow nuperrime cum cadavere contulit atque panegyrin medicam indicit. Leipzig 1733. (Digitalisat)
- Observationes novas de musculis, et professionis anatomes atque chirurgiae ordinariae per decem annos administratae rationes reddit et exhibet, simul ad anatomen publicam viscerum atque sensuum organorum cadaveris masculini d. XXVIII. Ian. MDCCXXXIII. lectorem invitat. Leipzig 1733. (Digitalisat)
- Designatio plantarum quas hortus A.F. Waltheri complectitur. Accedunt novae plantarum icones XXIV. Gleditsch, Leipzig 1735. (Digitalisat)
- De pulsu sanguinis in durae meningis sinu disserit et panegyrin medicam indicit. Leipzig 1737. (Digitalisat)
- De structura cordis auricularum disserit et panegyrin medicam indicit. Leipzig 1738. (Digitalisat)
- De Aneurismate disserit et panegyrin medicam indicit. Leipzig 1738. (Digitalisat)
- Panegyrin medicam indicit et de vena portae exercitationis anatomicae partem primam tradit. Leipzig 1739. (Digitalisat)
- Panegyrin Medicam Indicit Et De Vena Portae Exercitationis Anatomicae Partem Alteram Tradit. Langenheim, Leipzig 1740. (Digitalisat)
- De hominis larynge et voce disserit et panegyrin medicam indicit. Leipzig 1740. (Digitalisat)
- De plantarum structura disserit et panegyrin medicam indicit. Leipzig 1740. (Digitalisat)
- De inflammatione disserit et panegyrin medicam indicit. Leipzig 1741. (Digitalisat)
- De temperamentis et deliriis disserit et panegyrin medicam indicit. Langenheim, Leipzig, 1741. (Digitalisat)
- De atra bile disserit et panegyrin medicam indicit. Leipzig 1741. (Digitalisat)
- De sulphure et marte disserit et panegyrin medicam indicit. Leipzig 1743. (Digitalisat)
- Programma quo de nitroso plurium medicatorum fontium sale disserit et panegyrin medicam indicit. Leipzig 1744. (Digitalisat)
- De oleis vegetabilium essentialibus disserit et panegyrin medicam indicit. Langenheim, Leipzig, 1745. (Digitalisat)